# Xindi
Els xindi són un conjunt d'espècies fictícies de l'univers Star Trek. Són nadius del planeta Xindus, ubicat en una zona de l'espai coneguda de l'Expansió Delta. Les diferents espècies estan representades pel Consell xindi, que pren les decisions importants que afecten a l'espècie completa.
La seva primera aparició és en la sèrie Star Trek: Enterprise és en l'episodi L'Expansió, on surt que llencen una sonda que ataca la Terra l'abril de 2153, matant 7 milions de persones i obrint una rasa des de Florida fins a Veneçuela.

## Espècies Xindi

### Aquàtics
Els xindi aquàtics són similars als cetacis terrestres. Viuen a l'aigua i es comuniquen a través d'ecos. Són molt lents i cautelosos alhora prendre decisions, sempre miren totes les perspectives i conseqüències dels actes, generalment fan retardar les decisions del Consell xindi.
Són pacífics, però posseeixen equipament bèl·lic molt poderós. Les seves naus estan plenes d'aigua tret de certes cambres per invitats.

### Arboris
Els Xindes arboris estan coberts amb pèl i s'assemblen als peresosos terrestres. Igual que els aquàtics són bastant pacífics, la seva força bèl·lica és la més pobre entre els xindis. Són hidròfobs.

### Aeris
Aquesta espècie es va extingir 100 anys abans dels successos de la sèrie enterprise, quan el planeta natal dels xindis va ser destruït, van morir tots els aeris, ja que no va voler abandonar el planeta.

### Insectoides
Els xindi insectoids s'assemblen a un creuament de pregadéus, mosques i formigues entre altres insectes, la seva alçada és d'aproximadament 2 metres. Parlen un llenguatge de clicks que és únic entre els xindi, que té almenys 67 dialectes. Tenen una aliança amb els xindi rèptils, juntament amb els que van destruir la seva planta natal. Tenen reputació de ser molt impulsius en les seves decisions.

### Primats
Els xindi primats s'assemblen als humans terrestres i tenen una estructura cerebral similar a la dels xindi rèptils.
Degran, un xindi primat, va ser assignat amb la tasca de desenvolupar una arma per destruir la Terra, construïda per què per enganys d'una espècie transdimensional els diuen que els humans els destruiran 400 anys al futur. Degara i Mallora són els dos xindi primats que serveixen en el Consell.

### Reptilans
Els Xindes rèptils s'assemblen a una creua entre diversos rèptils terrestres, tenen una estatura similar a la dels humans. Aquesta espècie és la responsable de l'atac no provocat a la Terra en 2153. Usen armes amb poder biològic regeneratiu. Fan servir càmeres tèrmiques a bord de les seves naus per mantenir la seva energia corporal. Són la més agressiva de les espècies xindi. Al costat dels insectoids són els responsables de la destrucció del planeta natal dels xindi.
Amb l'ajuda d'éssers trans-dimensionals, els xindi rèptils viatgen a la Terra, l'any 2004, per recollir mostres dels diferents tipus sanguinis humans i així elaborar una arma biològica per exterminar la raça humana. El seu pla és impedit per en Jonathan Archer i la T'Pol.